# Martin Landau
Martin Landau, ameriški gledališki, filmski in televizijski igralec, * 20. junij 1928, Brooklyn, New York, Združene države Amerike, † 15. julij 2017, Los Angeles.
S svojo kariero je Landau pričel v petdesetih; ena od njegovih prvih vlog je bila stranska vloga v filmu Sever-severozahod (1959) Alfreda Hitchcocka. Zaigral je eno izmed glavnih vlog v televizijskih serijah Misija: Nemogoče (za katero je bil nominiran za več emmyjev) in Vesolje 1999.
Landau je bil za svoj nastop v filmu Tucker: The Man and His Dream nagrajen z zlatim globusem v kategoriji za »najboljšega stranskega igralca - Film«, prvič pa je bil nominiran tudi za oskarja za najboljšega stranskega igralca. Za vlogo Bele Lugosija v filmu Ed Wood (1994) je bil nagrajen z oskarjem, zlatim globusem in Screen Actors Guild Award. Še danes se pojavlja v filmih in na televiziji, poleg tega pa vodi hollywoodsko podružnico podjetja Actors Studio.

## Zgodnje življenje
Martin Landau se je rodil v Brooklynu, New York, Združene države Amerike kot sin Selme in Morrisa Landauja. Njegova družina ima judovske korenine; njegov oče, ki se je rodil v Avstriji, je bil strojevodja in se je med vojno trudil čim več svojih sorodnikov rešiti iz rok nacistov. Šolal se je na srednji šoli Jamesa Madisona, kasneje pa na inštitutu Pratt, nazadnje pa se je zaposlil kot ilustrator.

## Kariera

### Ilustracije
Pri sedemnajstih je Martin Landau pričel delati kot ilustrator za časopis Daily News, kjer je ilustriral njihovo kolumno »Pitching Horseshoes«. Med štiridesetimi in petdesetimi je bil asistent Gusa Edsona pri ustvarjanju stripa The Gumps in nazadnje za Edsona narisal celoten strip »Sunday strip«. Nekateri viri poročajo, da je takrat deloval pod psevdonimom Ken Landau, kar je sam zanikal, zato so ga pogosto zamenjevali z ustvarjalcem stripov Kennethom Landaujem. Pri dvaindvajsetih je dal odpoved pri časopisu Daily News, saj se je želel osredotočiti na svojo igralsko kariero.

### Filmsko, televizijsko in gledališko delo
Pod vplivom del Charlieja Chaplina in splošne ljubezni do filmov, se je Martin Landau odločil, da bo postal igralec. Zaposlil se je pri podjetju Actors Studio, kjer se je spoprijateljil z igralcem Jamesom Deanom in nato pričel obiskovati učne ure, ki se jih je ob istem času udeležil tudi Steve McQueen. Leta 1957 je prvič zaigral na Broadwayju, in sicer v gledališki igri Middle of the Night. Leta 1959 je zaigral v svojem prvem pomembnejšem filmu, in sicer v filmu Sever-severozahod Alfreda Hitchcocka.
Landau je zaigral mojstra preobleke, Rollina Handa, v seriji Misija: Nemogoče, s čimer je postal eden od bolj znanih televizijskih zvezdnikov. V svoji knjigi The Complete Mission: Impossible Dossier (Avon Books, 1991) je Patrick J. White napisal, da je Landau vlogo najprej zavrnil, saj ni želel, da bi njegovo delo na televiziji oviralo njegovo filmsko kariero; zato so ga med prvo sezono serije v vsaki epizodi predstavili kot »posebnega gosta«. Član igralske zasedbe je postal šele v drugi sezoni, a z njim z njegovim dovoljenjem niso podpisali petletne pogodbe, temveč so slednjo obnovili vsako leto. Zaradi vloge Handa je moral Landau nastopiti z različnimi naglasi in oponašati različne značajske lastnosti, saj se je njegov lik našemil tako v diktatorja kot v tatiča, v nekaterih epizodah pa je zaigral celo dve vlogi—ne le Handovega oponašanja določene osebe, temveč tudi to osebo samo. V seriji je poleg njega zaigrala tudi njegova takratna žena, Barbara Bain.
Sredi sedemdesetih sta Landau in Bainova ponovno pričela igrati na televiziji, in sicer v britanski znanstveno-fantastični seriji Vesolje 1999 (ki jo je na začetku produciral Gerry Anderson v sodelovanju s Sylvio Anderson, kasneje pa Fred Freiberger). Čeprav serija ostaja kultna klasika zaradi svoje velike produkcijske vrednosti, se je kritikom serija ob izidu zdela dolgočasna, zato so jo prenehali snemati že po dveh sezonah. Tudi Landau sam je scenarij in zgodbo serije kritiziral, a je kljub temu pohvalil igralsko zasedbo in ustvarjalce serije. Napisal je spremni govor za avtobiografijo Remember With Advantages (2006) njegovega soigralca iz serije, Barryja Morsea, pa tudi za kritično biografijo Tima Burtona, ki jo je napisal Jim Smith. Po seriji Vesolje 1999 je zaigral nekaj stranskih vlog v filmih in televizijskih serijah, ter se pojavil v televizijskem filmu The Harlem Globetrotters on Gilligan's Island, kjer je zadnjič zaigral skupaj z Barbaro Bain.
V poznih osemdesetih je Landau ponovno pritegnil več pozornosti, tokrat s filmom Tucker: The Man and His Dream (1988), za katerega je bil nominiran za oskarja. Temu je sledila druga nominacija za oskarja za njegov nastop v filmu Zločini in prekrški (1989), nazadnje pa je oskarja za svojo upodobitev Bele Lugosija v filmu Ed Wood tudi dobil. Ko je sprejel oskarja za najboljšega stranskega igralca za film Ed Wood, je bil vidno užaljen, ker je orkester skušal skrajšati njegov govor; ko so pričeli igrati, je s pestjo udaril po govorniški mizi in zavpil: »Ne!« Kasneje je dejal, da se je nameraval zahvaliti še Lugosiju in mu posvetiti nagrado, zato je bil jezen, ker mu niso niti pustili omeniti imena osebe, ki jo je upodobil. Za svoj nastop v filmu, ki so ga kritiki nasploh zelo hvalili, je prejel tudi zlati globus ter nagradi Screen Actors Guild in Saturn. Ko je prejel oskarja, je novinar revije Los Angeles Times oznanil: »Nagrado je prejel Martin Landau; njegovo senco je prejel Bela Lugosi.« Ob izdaji DVD-ja s filmom je Landau dejal, da je ta komentar nanj naredil velik vtis.
Med letoma 2002 in 2009 je Martin Landau igral v seriji Brez sledu, kjer je imel vlogo očeta agenta FBI Jacka Malonea (glavnega lika), obolelega za alzheimerjevo boleznijo. Za svoj nastop v seriji je bil dvakrat nominiran za emmyja. Leta 2006 je zaigral utrujenega, a odločnega in čustvenega hollywoodskega producenta, ki poskuša ponovno uspeti, v seriji Priskledniki; za svoj nastop v seriji je bil ponovno nominiran za emmyja.
Junija 2011 je Landau pričel snemati televizijski film, ki je temeljil na knjigi Have a Little Faith Mitcha Alboma; v njem je zaigral rabina Alberta Lewisa. Film je izšel na dobrodelni prireditvi v Royal Oaku, Michigan. V vseh desetih kinematografih v sklopu kinematografov Emogine so denar, ki so ga zaslužili s filmom, donirali dobrodelnima organizacijama A Hole in the Roof Foundation in Rabbi Albert Lewis Fund.
Zaradi svojega prispevka k filmski in televizijski industriji je Martin Landau prejel zvezdo na Hollywood Walk of Fame.

### Učenje igranja
Na spodbudo lastnega učitelja igranja, Leeja Strasberga, je Martin Landau pričel tudi poučevati igranje. Med njegovimi učenci sta bila tudi Jack Nicholson in Anjelica Huston. Leta 2009 je s svojima kolegoma s podjetja Actors Studio, režiserjem Markom Rydellom in scenaristom Lyleom Kesslerjem sodeloval pri organiziranju dvodnevnega seminarja z naslovom Total Picture, kjer so udeležence poučili o tehnikah pisanja scenarijev, režiranja in igranja v filmih.

## Zasebno življenje
Martin Landau ima dve hčerki, Susan in Juliet, ki sta se rodili v njegovem zakonu z igralko Barbaro Bain. Z Bainovo sta se poročila 31. januarja 1957 in ločila leta 1993. Landau živi v zahodnem Hollywoodu, Kalifornija.

## Filmografija

### Filmi
| Leto | Naslov                           | Vloga                             | Opombe |
| ---- | -------------------------------- | --------------------------------- | --- |
| 1959 | Pork Chop Hill                   | Poročnik Marshall                 | |
| 1959 | Sever-severozahod                | Leonard                           | |
| 1962 | The Gazebo                       | Vojvoda                           | |
| 1962 | Stagecoach to Dancers' Rock      | Dade Coleman                      | |
| 1963 | Decision at Midnight             |                                   | |
| 1963 | Kleopatra                        | Rufio                             | |
| 1964 | The Ghost of Sierra de Cobre     | Nelson Orion                      | |
| 1965 | The Hallelujah Trail             | Šef                               | |
| 1965 | The Greatest Story Ever Told     | Caiaphas                          | |
| 1966 | Nevada Smith                     | Jesse Coe                         | |
| 1970 | Operation Snafu                  | Joe Mellone                       | |
| 1970 | They Call Me Mister Tibbs!       | Logan Sharpe                      | |
| 1970 | A Town Called Hell               | The Colonel                       | |
| 1972 | Black Gunn                       | Capelli                           | |
| 1972 | Welcome Home, Johnny Bristol     | Johnny Bristol                    | |
| 1976 | A Special Magnum for Tony Saitta | Dr. George Tracer                 | |
| 1979 | Meteor                           | Major General Adlon               | |
| 1979 | The Death of Ocean View          | Tom Flood                         | |
| 1980 | Without Warning                  | Fred »Sarge« Dobbs                | |
| 1980 | The Last Word                    | Kapitan Garrity                   | |
| 1980 | The Return                       | Niles Buchanan                    | |
| 1982 | Alone in the Dark                | Byron »Preacher« Sutcliff         | |
| 1982 | The Fall of the House of Usher   | Roderick Usher                    | |
| 1983 | Trial by Terror                  |                                   | |
| 1983 | The Being                        | Garson Jones                      | |
| 1984 | Access Code                      | Vodja agencije                    | |
| 1984 | Terror in the Aisles             |                                   | |
| 1985 | Otok zakladov                    | Stari kapitan                     | |
| 1987 | W.A.R.: Women Against Rape       | Sodnik Shaw                       | |
| 1987 | Cyclone                          | Bosarian                          | |
| 1987 | Sweet Revenge                    | Cicero                            | |
| 1987 | Empire State                     | Chuck                             | |
| 1987 | Delta Fever                      | Bud                               | |
| 1987 | Run If You Can                   | Malvani                           | |
| 1988 | Tucker: The Man and His Dream    | Abe Karatz / Glas Waltra Winchlla | Chicago Film Critics Association Award za najboljšega stranskega igralca Zlati globus za najboljšega stranskega igralca - Film Kansas City Film Critics Circle Award za najboljšega stranskega igralca (skupaj s Tomom Cruiseom in Deanom Stockwellom) Nominiran - Oskar za najboljšega stranskega igralca |
| 1989 | Paint It Black                   | Daniel Lambert                    | |
| 1989 | Zločini in prekrški              | Judah Rosenthal                   | Nominiran - Oskar za najboljšega stranskega igralca Nominiran - Chicago Film Critics Association Award za najboljšega igralca |
| 1990 | Real Bullets                     | Sallini                           | |
| 1991 | Firehead                         | Admiral Pendleton                 | |
| 1992 | Mistress                         | Jack Roth                         | |
| 1993 | No Place to Hide                 | Frank McCoy                       | |
| 1993 | Sliver                           | Alex Parsons                      | |
| 1993 | 12:01                            | Dr. Thadius Moxley                | |
| 1994 | Eye of the Stranger              | Župan Howard Bains                | |
| 1994 | The Color of Evening             | Max Loeb                          | |
| 1994 | Intersection                     | Neal                              | |
| 1994 | Ed Wood                          | Bela Lugosi                       | Oskar za najboljšega stranskega igralca Boston Society of Film Critics Award za najboljšega stranskega igralca Chicago Film Critics Association Award za najboljšega stranskega igralca Zlati globus za najboljšega stranskega igralca - Film Kansas City Film Critics Circle Award za najboljšega stranskega igralca Los Angeles Film Critics Association Award za najboljšega stranskega igralca National Society of Film Critics Award za najboljšega stranskega igralca New York Film Critics Circle Award za najboljšega stranskega igralca Saturn Award za najboljšega igralca Screen Actors Guild Award za izstopajoč nastop igralca v stranski vlogi Society of Texas Film Critics Award za najboljšega stranskega igralca Southeastern Film Critics Association Award za najboljšega stranskega igralca Nominiran - BAFTA Award za najboljšega igralca v stranski vlogi |
| 1994 | Time Is Money                    | Mac                               | |
| 1995 | Joseph                           | Jakob                             | |
| 1996 | The Elevator                     | Roy Tilden                        | |
| 1996 | City Hall                        | Sodnik Walter Stern               | |
| 1996 | Ostržkove dogodivščine           | Gospod Geppetto                   | |
| 1997 | B*A*P*S                          | Mr. Donald Blakemore              | |
| 1997 | Legend of the Spirit Dog         | Pripovedovalec                    | Glas |
| 1998 | Dosjeji X                        | Alvin Kurtzweil                   | |
| 1998 | Rounders                         | Abe Petrovsky                     | |
| 1999 | EDtv                             | Al                                | |
| 1999 | Carlo's Wake                     | Carlo Torello                     | |
| 1999 | The Joyriders                    | Gordon Trout                      | |
| 1999 | Ostržkove nove pustolovščine     | Geppetto                          | |
| 1999 | Brezglavi jezdec                 | Peter Van Garrett                 | |
| 2000 | Ready to Rumble                  | Sal Bandini                       | |
| 2000 | Shiner                           | Frank Spedding                    | |
| 2000 | In the Beginning                 | Abraham                           | |
| 2000 | Very Mean Men                    | G. White                          | |
| 2001 | The Majestic                     | Harry Trimble                     | |
| 2003 | Hollywood Homicide               | Jerry Duran                       | |
| 2003 | Wake                             | Starejši Sebastian Riven          | |
| 2003 | The Commission                   | Senator Richard Russell           | |
| 2004 | The Aryan Couple                 | Joseph Krauzenberg                | |
| 2006 | Love Made Easy                   | Don Farinelli, starejši           | |
| 2006 | An Existential Affair            | Zdravnik                          | |
| 2008 | David & Fatima                   | Rabin Schmulic                    | |
| 2008 | Mesto svetlobe                   | Sul                               | |
| 2008 | Billy: The Early Years           | Starejši Charles Templeton        | |
| 2008 | Harrison Montgomery              | Harrison Montgomery               | |
| 2008 | Lovely, Still                    | Robert Malone                     | |
| 2008 | Ivory                            | Leon Spencer                      | |
| 2009 | 9                                | 2                                 | Glas |
| 2011 | Have a Little Faith              | Rabin Albert Lewis                | |
| 2012 | Frankenweenie                    | G. Rzykruski                      | Glas |
| 2013 | Anna Nicole                      | J. Howard Marshall II             | Lifetimeov televizijski film |

### Televizija
| Leto      | Naslov                                        | Vloga                                          | Opombe |
| --------- | --------------------------------------------- | ---------------------------------------------- | --- |
| 1957      | Harbormaster                                  | Poročnik                                       | Epizoda: »Sanctuary« |
| 1958      | Lawman                                        | Bob Ford                                       | Epizoda: »The Outcast« |
| 1958      | Sugarfoot                                     | Jim Kelly                                      | Epizoda: »The Ghost« |
| 1959      | The Lawless Years                             | Silva                                          | Epizoda: »Lucky Silva« |
| 1959      | Območje somraka                               | Dan Hotaling                                   | Epizoda: »Mr. Denton on Doomsday« |
| 1959      | Johnny Staccato                               | Jerry Lindstrom                                | Epizoda: »Murder for Credit« |
| 1959      | Tales of Wells Fargo                          | Doc Holliday                                   | Epizoda: »Doc Holliday« |
| 1960      | Tate                                          | John Chess                                     | Epizoda: »Tigrero« |
| 1960      | Johnny Ringo                                  | Wes Tymon                                      | Epizoda: »The Derelict« |
| 1960      | The Islanders                                 | Arnie                                          | Epizoda: »Duel of Strangers« |
| 1960      | Adventures in Paradise                        | Sackett                                        | Epizoda: »Nightmare on Nakupa« |
| 1961      | Adventures in Paradise                        | Miller                                         | Epizoda: »Mr. Flotsam« |
| 1961      | Bonanza                                       | Emiliano                                       | Epizoda: »The Gift« |
| 1961      | The Rifleman                                  | Miguel                                         | Epizoda: »The Vaqueros« |
| 1961      | The Tall Man                                  | Francisco                                      | Epizoda: »Dark Moment« |
| 1961      | The Law and Mr. Jones                         |                                                | Epizoda: »Lincoln« |
| 1961      | The Detectives Starring Robert Taylor         | Vince Treynor                                  | Epizoda: »Shadow of His Brother« |
| 1962      | The Tall Man                                  | Father Gueschim                                | Epizoda: »The Black Robe« |
| 1963      | The Travels of Jaimie McPheeters              | Cochio                                         | Epizoda: »The Day of the Killer« |
| 1963      | Mr. Novak                                     | Victor Rand                                    | Epizoda: »Pay the Two Dollars« |
| 1963      | The Outer Limits                              | Andro                                          | Epizoda: »The Man Who Was Never Born« |
| 1964      | The Defenders                                 | Dr. Daniel Orren                               | Epizoda: »The Secret« |
| 1964      | The Greatest Show on Earth                    | Mario de Mona                                  | Epizoda: »The Night the Monkey Died« |
| 1964      | The Outer Limits                              | Richard Bellero                                | Epizoda: »The Bellero Shield« |
| 1964      | Območje somraka                               | Poveljnik Ivan Kuchenko                        | Epizoda: »The Jeopardy Room« |
| 1965      | Mr. Novak                                     | Robert Coolidge                                | Epizoda: »Enter a Strange Animal« |
| 1965      | A Man Called Shenandoah                       | Jace Miller                                    | Epizoda: »The Locket« |
| 1965      | The Big Valley                                | Mariano Montoya                                | Epizoda: »The Way to Kill a Killer« |
| 1966      | Branded                                       | Edwin Booth                                    | Epizoda: »This Stage of Fools« |
| 1966–1969 | Misija: Nemogoče                              | Rollin Hand                                    | Zlati globus za najboljšega igralca - Televizijska drama Nominiran - Emmy za izstopajoč nastop glavnega igralca v dramski seriji (1967, 1968, 1969) |
| 1969      | Ujemite Smarta                                | Maxov novi obraz                               | Epizoda: »Pheasant Under Glass« |
| 1973      | Columbo                                       | Identična dvojčka Dexter Paris in Norman Paris | Epizoda: »Double Shock« |
| 1975–1977 | Vesolje 1999                                  | Poveljnik John Koenig, vodja lunine baze Alpha | 48 epizod |
| 1981      | The Harlem Globetrotters on Gilligan's Island | J.J. Pierson                                   | |
| 1985      | Novo območje somraka                          | William Cooper-Janes                           | Epizoda: »The Beacon/One Life, Furnished in Early Poverty«                                                                                          |
| 1990      | By Dawn's Early Light                         | Predsednik Združenih držav Amerike             | |
| 1993      | 12:01                                         | Dr. Thadius Moxley                             | |
| 1994      | Spider-Man                                    | Škorpijon/Mac Gargan                           | Glas, sezoni 1 - 2 |
| 1999      | Bonanno: A Godfather's Story                  | Joseph Bonanno (94 let)                        | |
| 2000      | In the Beginning                              | Abraham                                        | |
| 2004–2005 | Brez sledu                                    | Frank Malone                                   | 4 epizode Nominiran - Emmy za izstopajočega gostovalnega igralca v komični seriji (2004, 2005)                                                      |
| 2006      | The Evidence                                  | Dr. Sol Gold                                   | 8 epizod |
| 2006–2008 | Priskledniki                                  | Bob Ryan                                       | 4 epizode Nominiran - Emmy za izstopajočega gostovalnega igralca v komični seriji                                                                   |
| 2009      | In Plain Sight                                | Joseph Thomas/Joseph Tancredi                  | |
| 2011      | Simpsonovi                                    | Veliki Raymondo                                | Epizoda: »The Great Simpsina« |